# Бабинская (Плесецкий район)
Бабинская — деревня в Плесецком районе Архангельской области.

## География
Находится в западной части Архангельской области на расстоянии приблизительно 87 км на юго-запад по прямой от административного центра района поселка Плесецк на правом берегу реки Онега.

## История
В 1873 году здесь (деревня Каргопольского уезда Олонецкой губернии был учтен 31 двор, в 1905 — 25. До 2021 года входила в Конёвское сельское поселение до его упразднения.

## Население
Численность населения: 126 человек (1873 год), 172 (1905), 63 (русские 97 %) в 2002 году, 72 в 2010.